# Okręg wyborczy Fulham East
Okręg wyborczy Fulham East powstał w 1918 r. i wysyłał do brytyjskiej Izby Gmin jednego deputowanego. Okręg obejmował wschodnią część dystryktu Fulham w Londynie. Został zlikwidowany w 1955 r.

## Deputowani do brytyjskiej Izby Gmin z okręgu Fulham East
- 1918–1922: Henry Norris, Partia Konserwatywna
- 1922–1933: Kenyon Vaughan-Morgan, Partia Konserwatywna
- 1933–1935: John Wilmot, Partia Pracy
- 1935–1945: William Astor, Partia Konserwatywna
- 1945–1955: Michael Stewart, Partia Pracy